# آنکیابه سالوهی
آنکیابه سالوهی (به لاتین: Ankiabe Salohy) یک منطقهٔ مسکونی در ماداگاسکار است که در ماندریتسارا واقع شده‌است. آنکیابه سالوهی ۲۲٬۰۰۰ نفر جمعیت دارد و ۳۲۰ متر بالاتر از سطح دریا واقع شده‌است.